# 佐賀城下栄の国まつり

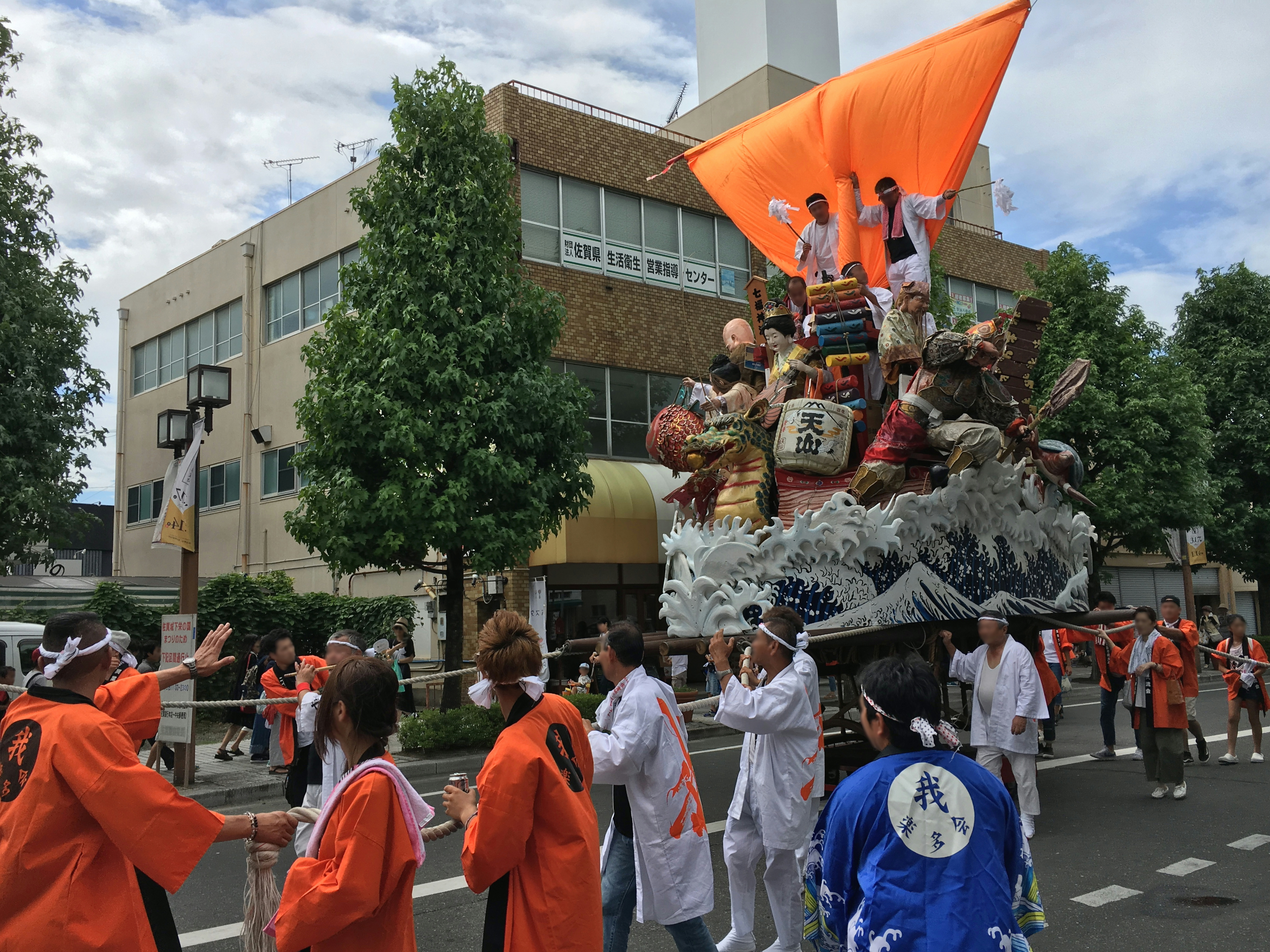
神輿が練り歩く
「きてみん祭ビッグパレード」
（2017年）

佐賀城下栄の国まつり（さがじょうかさかえのくにまつり）は、佐賀県佐賀市で毎年開催される祭りである。
- 2024年までは8月の第1土曜日・日曜日[注釈 1]に開催された。
- 2025年以降は熱中症対策で6月の第1土曜日・日曜日に開催。開始時刻も2時間繰り上げられている[1]。

## 概要
市民3000人程が参加して行われる「総おどり」をメインにさまざまなイベントが開催され、佐賀の夏の風物詩となっている。佐賀市観光振興課に事務局を置く「栄の国まつり振興会」が主催を務める。

## 起源
1962年（昭和37年）に市内の商店街で始まった「七夕祭り」と、佐嘉神社で行われていた盆踊りを元に、さらに大規模な市民総参加型の祭りとして開催することを目的に1972年（昭和47年）に第1回が行われた「納涼さがまつり」を始まりとする。会場は佐嘉神社南の広場から佐賀市の中央大通りを佐賀県初となる歩行者天国にして移したが、この背景には大気汚染が深刻化し「公害列島」などという言葉も生まれた社会情勢から国内で始まった「ノーカーデー」や「歩行者天国」の流れを受けたものでもあった。

## 行事内容
地域の盆踊りをルーツとしており、規模が拡大した後も最大イベントは市民総参加の「総踊り」である。また、1,500人ほどの園児・児童たちによる「子供総踊り」も開催される。このほか、中央大通りを30ほどの団体がパレードする「きてみん祭ビッグパレード」や佐賀城北堀から打ち上げられる「佐賀城下花火大会」、佐嘉神社境内での「佐嘉神社七夕まつり」、露店の出店や佐賀にわかなども行われる。比較的新しい祭りで伝統感に欠ける一方で誰でも参加できるよう毎年新しい試みを加えて変化していく面があり、その一つである「YOSAKOIさが」は佐賀青年会議所が祭りをもっと盛り上げようと2002年（平成14年）から開催しているもので、いまでは全国から40ほどのチームが参加する栄の国祭りを代表するイベントにまで成長している。また、パレードに毎年参加している曳山は市内の商店主が手作りで参加しているものである。

## その他
佐賀市内では毎年7月からの1ヶ月間ほど、毎週土曜日に「さが銀天夜市」が開催されている。栄の国まつりの初日とさが銀天夜市の最終日が重なっているため告知のパンフレットなどには一緒に載っていることが多い。なお、歴史自体はさが銀天夜市のほうが古い。さが銀天夜市は縁日が並ぶほか、ビンゴ大会やカラオケ大会（NBCラジオ佐賀主催）などが行われている。
2015年（平成27年）の栄の国祭りでは国内トップレベルの陸上競技選手が競技を披露する「ストリート陸上」が開催された。会場に仮設の陸上トラックを設置して北京五輪400メートルリレー銅メダリストの塚原直貴や、佐賀県出身でハードル選手の紫村仁美らが出場した。
2020年（令和2年）は8月1日、2日に開催を予定していたが新型コロナウイルスの終息が見通せず、参加者や市民の安全を守るため中止すると発表した。過去に台風による中断はあるが、中止は初めて。2019年（令和元年）は約23万5千人が訪れており、密集などの「3密」対策が難しいことから中止を決めた。また、2021年（令和3年）も8月7日、8日に開催を予定していたが密集、密接を避けられず、「新型コロナウイルス感染防止対策が困難」と判断し2年連続で中止となった。
2022年（令和4年）は8月6日、7日に3年ぶりに一部縮小し、開催することを確認した。新型コロナウイルスの感染拡大により県内で緊急事態宣言が発令されたり、国や県、市から中止要請があったりした場合などは取りやめる。6日の「YOSAKOIさが」や佐賀城下花火大会、7日の総おどりなどは実施するが、「ママチャリ大会」「ハンドボールシュート体験」など、中止を決めたイベントも出ている。総おどりは参加辞退の連絡もあった。熱中症対策のため「マスク着用は義務づけない」とする。ただ、適度な距離が確保できない場合は着用を呼びかけるなど臨機応変に対応する。また、熱中症対策として、開始時刻をこれまでの正午から15時に変更したほか、給水所設置、うちわの配布などを予定している。